# Terry Alderman
Pour les articles homonymes, voir Alderman.
Terence Michael Alderman (né le 12 juin 1956), communément appelé Terry Alderman, est un ancien joueur de cricket australien. Il a disputé son premier test et son premier ODI pour l'équipe d'Australie en 1981.
Fast bowler doué, il s'illustra dès la première série qu'il joua, en réussissant à prendre 42 wickets face aux Anglais lors des Ashes 1981, ce qui est toujours le quatrième meilleur total de wickets pris par un lanceur au cours d'une série de tests.
Il fit partie d'une équipe rebelle en tournée en Afrique du Sud alors que celle-ci était au ban du cricket mondial à cause de son régime d'apartheid. Ceci valut à Alderman d'être mis à l'écart de la sélection australienne durant trois ans.
Lorsqu'il revint en sélection, il réussit à nouveau une grande performance lors des Ashes : en 1989, il prit 41 wickets.
Il était un piètre batteur.

## Équipes
- Australie-Occidentale
- Gloucestershire
- Kent

## Récompenses individuelles
- Un de cinq joueurs de cricket de l'année 1982 (Wisden Cricketer of the Year) désignés par le Wisden Cricketers' Almanack.

## Sélections
- 41 sélections en test cricket de 1981 à 1995
- 65 sélections en ODI de 1981 à 1995